# Zendülők
A Zendülők Márai Sándor regénye. Először 1930-ban jelent meg a Révai Kiadónál. Márai nem járult hozzá művei magyarországi kiadásához, miután emigrációba kényszerült a második világháború után, ezért a Zendülők csak a rendszerváltás és Márai halála után jelenhetett meg újra. 2007-ben megjelent angolul is The Rebels címmel, George Szirtes fordításában.
Az 1980-as években Márai a Zendülők, a Féltékenyek, a Sértődöttek és a Sereghajtók címmel megírt korábbi műveit dolgozta össze A Garrenek műve címmel regényciklussá. A Zendülők a ciklus első kötete, Előhangja.

## Történet
A zendülők az első világháború utolsó napjaiban játszódik egy vidéki magyar kisvárosban, ahova közvetlenül nem ér el ugyan a háború, de közvetetten „az apák” hiányán keresztül hatása mégis alapvetően meghatározza a regény cselekményét. A regény főszereplői, a zendülők, négy  érettségi előtt álló fiatal fiú, akik gyerekes módon lázadnak a felnőttek világa ellen. Felelőtlen játékaikban becsapják a felnőtteket, féltett tárgyakat emelnek el otthonról és végül pénzt lopnak.
A felnőttek világából csak két embert engednek be maguk közé: Lajost, egyikük bátyját, aki már megjárta a háborút, ahol elvesztette egyik karját, illetve Lajoson keresztül Amadét, a színészt.
A lopástól maguk is megrettenve kerülnek kapcsolatba Havassal, a városka zsidó zálogosával, aki kihasználva naivitásukat és éretlenségüket a színész segítségével leitattatja a fiúkat és homoszexualitásba torkolló „előadást” rendeztet magának a helyi színházépületben, amit csak ő lát titokban a sötét nézőtérről, és amivel másnap megzsarolja a fiúkat.

## Megjelenések
magyar nyelven
1. A zendülők, Phanteon, Budapest, 1930
2. Zendülők, Helikon Kiadó, Budapest, 2005

angol nyelven
1. The Rebels, Alfred A. Knopf, 2007 március, ford.: George Szirtes[2]

francia nyelven
1. Les révoltés, Paris, Albin Michel, 1992.[3]

## Külső hivatkozások
- Sárközi György: A ZENDÜLŐK a Nyugat 1930 / 14 számában
- Legeza Ilona könyvismertetője
- Válogatás Márai Sándor Zendülők című regényének amerikai kritikáiból
- Fried István: Márai Sándor és a francia irodalmi kontextus Archiválva 2009. június 22-i dátummal a Wayback Machine-ben